# فرگشت موازی
فرگشت موازی (انگلیسی: Parallel evolution) توسعهٔ خصیصه‌ای مشابه ولی به صورت جداگانه در گونه‌هایی از والدی مشابه ولی دارای کلادی متفاوت است.

## تفاوت با فرگشت همگرا
با مشاهده یک خصیصه مشخص که در دو نسب برآمده از یک نیای مشترک، به صورت نظری می‌توان رویکردهای فرگشتی موازی و همگرا را تعریف کرد و آن‌ها را به شکل روشنی از هم جدا ساخت. اما حوزهٔ تعریف همگرا در تقابل با موازی اغلب در عمل ناواضح است، از این رو تشخیص آن در موارد خاص، اغلب قراردادی است.
هنگامی که دو گونه در یک خصیصه اشتراک دارند، فرگشتشان «موازی» خوانده می‌شود اگر نیاکانشان نیز این شباهت را دارا باشند؛ اگر نه، فرگشت آن خصیصه در آن گونه‌ها «همگرا» خوانده می‌شود. با این حال، چنین تمایزی به خوبی تعریف نشده است. از یک سو، شرایط تعریف شده تا حدی به میزان مربوط هستند؛ همه یاخته‌ها تا حدی دارای نیاکان مشترک متاخر هستند. در زیست‌شناسی فرگشتی، پرسش اینکه تا چه اندازه باید در نگاه به گذشته عقب رفت و به نیاکان مشابه نگریست، و چه مقدار آن نیاکان می‌بایست شبیه و همانند یک گونه باشند تا بتوان فرگشت را موازی نامید، همواره به نتیجه مشخصی نمی‌رسد. از این روی، بعضی دانشمندان مدعی شده‌اند که فرگشت موازی و همگرا کمابیش غیرقابل‌تمایز هستند. عده‌ای دیگر نیز بر این باور هستند که تمایزهای مهمی در همین ناحیه خاکستری میان فرگشت‌های موازی و همگرا وجود دارند که نباید از بررسیشان چشم پوشید.